# EDS Montluçon
Die Étoile des Sports Montluçonnais oder kurz EDS Montluçon ist ein französischer Fußballverein aus Montluçon.
Die Vereinsfarben sind Gelb und Schwarz. Die EDSM trat, wie auch ihr Nachfolgeklub Ilets Étoile Foot Montluçon, im 1937 eingeweihten Stade Dunlop an, das heutzutage über eine Kapazität von noch rund 2.900 Zuschauerplätzen verfügt.

## Geschichte
Gegründet wurde der Verein 1934 auf Betreiben eines Angestellten der örtlichen Dunlop-Werke als Étoile Sportive de Montluçon. Die Firma leistete dem Klub finanzielle und infrastrukturelle Unterstützung, beispielsweise durch die drei Jahre später abgeschlossene Anlage eines Stadions und die Möglichkeit, Spielern des unter Amateurbedingungen antretenden Vereins einen Arbeitsplatz anbieten zu können. 1940/41 kam es konsequenterweise zur Fusion mit dem Betriebssportverein Dunlop Sports und der Umbenennung in Étoile Des Sports Montluçonnais. Dabei ermöglichte das in der Abkürzung EDS groß geschriebene D die Assoziation zu Étoile Dunlop Sports; Firmenangaben in Vereinsnamen hatte der nationale Fußballverband schon kurz nach dem Ersten Weltkrieg verboten. Erstmals 1950/51 und dann ab 1959 für ein gutes Jahrzehnt spielte Montluçons Kampfmannschaft in einer Gruppe der höchsten französischen Amateurspielklasse. Im August 1971 wurde das Stadion von Montluçon durch einen Wirbelsturm erheblich beschädigt, aber vergleichsweise rasch wieder instand gesetzt.
Nach dem sportlich erfolgreichsten Abschnitt der Vereinsgeschichte (siehe hierunter), in dem die EDS unter anderem 1974 von der Fachzeitschrift France Football als beste französische Amateurmannschaft des Jahres ausgezeichnet wurde, pendelte sie noch rund anderthalb Jahrzehnte zwischen dritter und vierter Liga, ehe sie 1997 sogar nur noch fünftklassig und im 21. Jahrhundert nur noch im regionalen Spielbetrieb antrat. 2011 erfolgte die Liquidation des Vereins, dessen nachfolgende Neugründung zunächst den Namen Îlets Étoile Foot Montluçon trug und sich 2014 in Montluçon Football umbenannte.

## Ligazugehörigkeit und Erfolge
Der Verein hat nie Profistatus besessen und demzufolge auch noch nie in der höchsten französischen Liga gespielt, war dafür aber zehn Jahre lang (1970–1976 und 1978–1982) in der zweiten Division vertreten, als diese eine für Profis wie Amateure „offene Liga“ war. Ihre besten Platzierungen gelangen der EDSM dabei in der Saison 1970/71, als sie in einer Liga mit drei Gruppen à 16 Teilnehmern Rang vier des Abschlussklassements ihrer Spielstaffel belegte, beziehungsweise 1974/75 (Tabellen-Fünfter in einer Liga mit zwei Gruppen à 18 Teilnehmern).
Im Pokalwettbewerb brachte EDS Montluçon es zwischen 1947 und zuletzt 2009 auf 18 Hauptrundenteilnahmen mit Schwerpunkt auf der Zeit zwischen Mitte der 1960er und Anfang der 1980er Jahre. Von 1966/67 bis einschließlich 1975/76 gelang ihr dies sogar ununterbrochen. Insgesamt erreichten die Gelb-Schwarzen sechs Mal das Sechzehntel- sowie zwei Mal (1972 und 1973) sogar das Achtelfinale. 1972 hatten sie dabei Olympique Marseille am Rande einer Niederlage, weil der Gegner nach dem vermeintlich sicheren 4:1-Hinspielsieg zum Rückspiel in der Auvergne auf die Mitwirkung von vier seiner Asse (Roger Magnusson, Didier Couécou, Édouard Kula und Joseph Bonnel) verzichtete; bis zum Abpfiff gelang dem 2:0 führenden Außenseiter allerdings kein dritter Treffer mehr. Drei Jahre später hatte Montluçon im Zweiunddreißigstelfinale zunächst den Erstdivisionär Red Star ausgeschaltet und traf dann erneut auf Marseille, dem der Zweitligist im Hinspiel ein 0:0 abtrotzte. Diese Begegnung fand vor der Rekordkulisse von 12.300 Besuchern im Stade Dunlop statt. Eine Woche später stand es im Stade Vélodrome nach 90 Minuten gleichfalls 0:0, ehe Marseille in der Verlängerung doch noch ein Treffer gelang. 1982 hatte die EDS Montluçon es ein drittes Mal – wieder im Sechzehntelfinale – mit Olympique Marseille zu tun, unterlag dieses Mal allerdings in beiden Partien (0:2 und 2:4). Ein letzter Pokalhöhepunkt folgte sieben Jahre später: gegen Paris Saint-Germain entrichteten noch einmal 11.000 Zuschauer ihren Obolus an den Kassenhäuschen des Stade Dunlop, und der inzwischen nur noch Drittdivisionär hielt dort beim 0:1 die Niederlage ebenso in Grenzen wie beim 1:2 verlorenen Rückspiel im Pariser Parc des Princes.
2012/13 tritt Montluçon nur noch in einer unteren regionalen Amateurliga an.

## Bekannte ehemalige Spieler und Trainer
- Ratko Dostanić, Trainer 1995/96
- René Gardien, Trainer 1974–1983[8]
- Ophélie Meilleroux, als Jugendliche
- Francisco „Paco“ Rubio, Spieler ab 1971